# Minkowce
Minkowce – wieś w Polsce położona w województwie podlaskim, w powiecie sokólskim, w gminie Szudziałowo. Leży przy granicy z Białorusią.

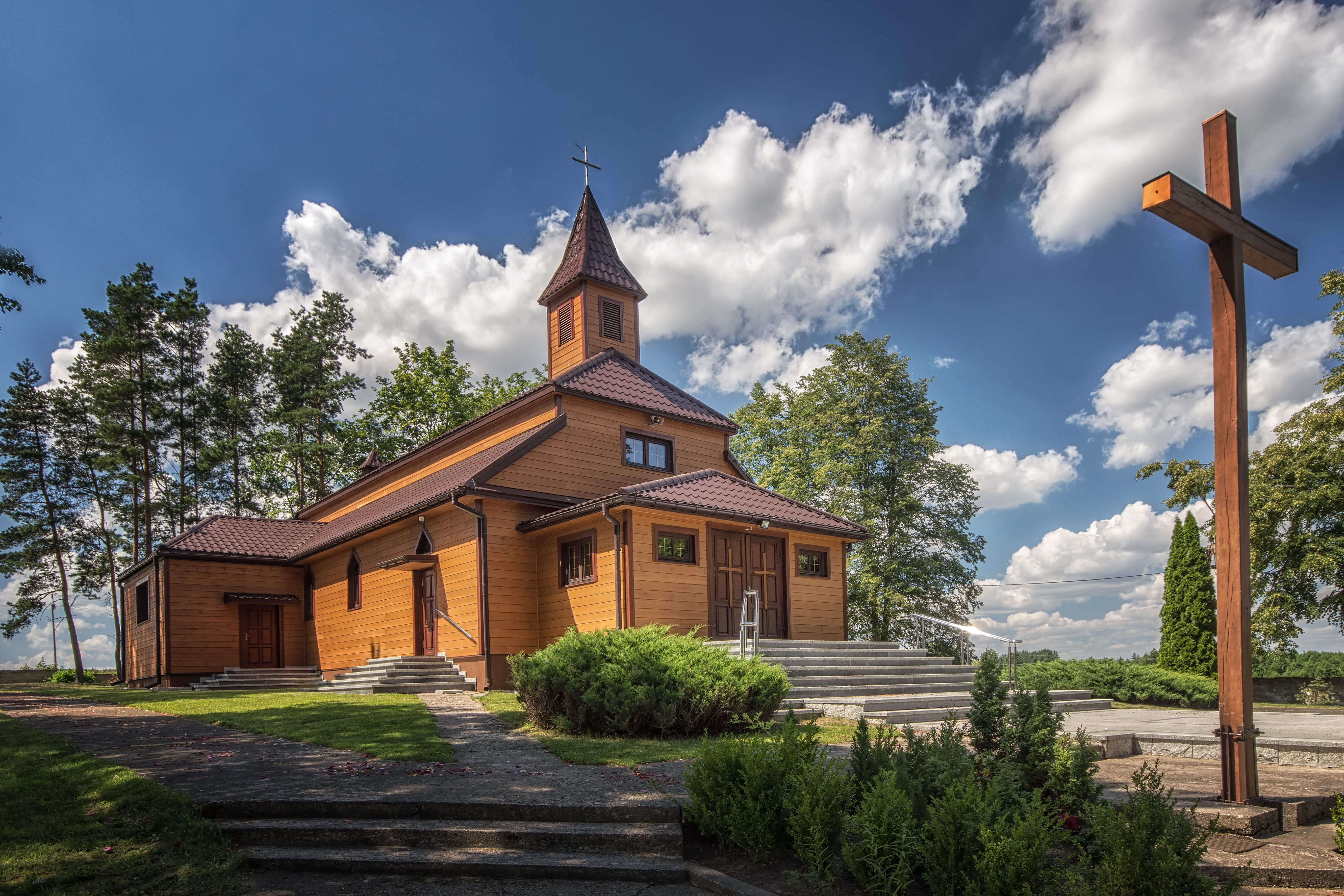
Kościół NMP Pośredniczki Łask i św. Agaty

W latach 1975–1998 miejscowość administracyjnie należała do województwa białostockiego.
Wieś jest siedzibą rzymskokatolickiej parafii Najświętszej Maryi Panny Pośredniczki Łask i św. Agaty w Minkowcach.

## Obiekty zabytkowe
- drewniany wiatrak paltrak, 1900, nr rej.:378 z 22.05.1976[8].

## Zobacz też

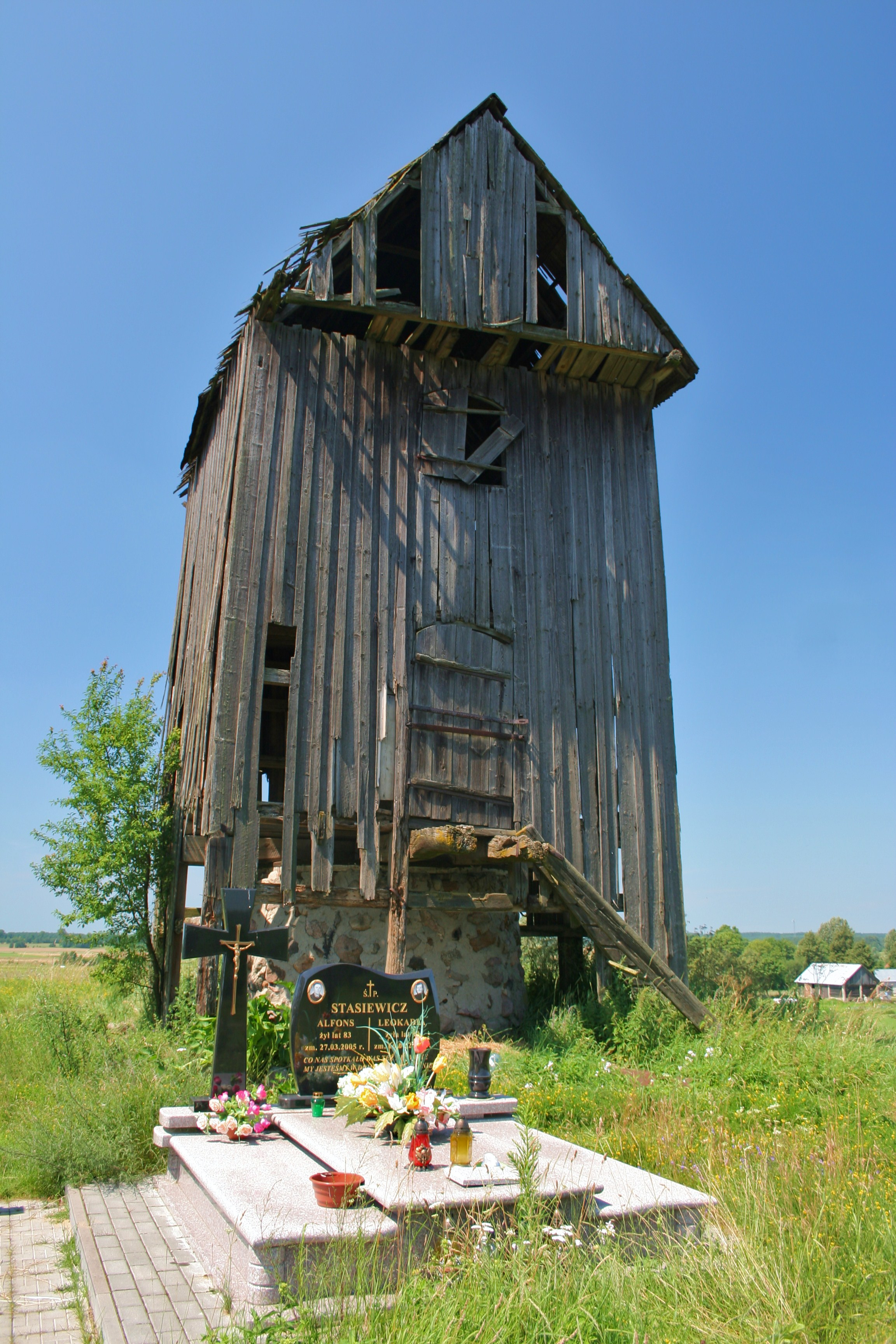
Zabytkowy wiatrak